# هرماوان سوسانتو
هرماوان سوسانتو (انگلیسی: Hermawan Susanto؛ زادهٔ ۲۷ سپتامبر ۱۹۶۷) بدمینتون‌باز اهل اندونزی است.